# Gleb Panfiłow
Gleb Anatoljewicz Panfiłow (ros.Глеб Анатольевич Панфилов, ur. 21 maja 1934 w Magnitogorsku, zm. 26 sierpnia 2023 w Moskwie) – radziecki i rosyjski reżyser i scenarzysta filmowy, związany z wytwórniami Lenfilm i Mosfilm. Jego twórczość była nagradzana na festiwalach filmowych w Berlinie, Cannes, Locarno, Moskwie i Wenecji. Mąż rosyjskiej aktorki Inny Czurikowej.

## Życiorys
Po ukończeniu inżynierskich studiów chemicznych pracował początkowo w wyuczonym zawodzie w zakładach w Swierdłowsku. Pod wpływem Lecą żurawie w reżyserii Michaiła Kałatozowa zaczął interesować się filmem. Konsekwencją tych zainteresowań były pierwsze, nagradzane na konkursach, amatorskie dokumenty jego autorstwa. W 1963 rozpoczął Wyższe Reżyserskie Kursy na Wszechzwiązkowym Państwowym Instytucie Kinematografii w Moskwie.
Po ich ukończeniu wiąże się z wytwórnią Lenfilm, dla której zrealizował swój debiutancki film fabularny Trzeba przejść i przez ogień (1968), pisząc do niego scenariusz wraz z Jewgienijem Gabriłowiczem. Obraz opowiadający o rosyjskiej wojnie domowej zdobył uznanie również poza Związkiem Radzieckim, co zaowocowało Złotym Lampartem na MFF w Locarno w 1969. Na tym samym festiwalu nagrodę dla najlepszej aktorki zdobyła odgrywająca w filmie rolę główną Inna Czurikowa.
Drugim filmem reżysera był zrealizowany w 1970 Początek, którego scenariusz był również efektem współpracy z Jewgienijem Gabriłowiczem. Obraz opowiadający historię robotnicy wcielającej się w rolę Joanny d'Arc na potrzeby realizowanego przez fabrykę filmu, wyróżnił się umiejętnym połączeniem wątków dramatycznych z komediowymi. Walory filmu zostały docenione na 32. MFF w Wenecji, gdzie przyznano mu nagrodę Srebrnego Lwa. W rolę robotnicy również wcieliła się Inna Czurikowa, która podczas pracy nad filmem została żoną reżysera. Będzie regularnie występować w innych jego obrazach. Stale obecny w filmach Panfiłowa wątek kobiecy znalazł się również w kolejnym filmie Proszę o głos (1975). Scenariusz, napisany samodzielnie przez reżysera, opowiadał historię kobiety obejmującej stanowisko mera miasta.
W 1979 Panfiłow nakręcił Temat, będący komentarzem reżysera na temat ograniczeń nakładanych przez państwową biurokrację, ograniczających kreatywność artystów. Film spotkał się z ostrą reakcją radzieckiej cenzury, która wstrzymała jego dystrybucję do 1986. Obraz zdobył uznanie światowej krytyki, co zaowocowało przyznaniem mu na 37. MFF w Berlinie w 1987 nagród: Złotego Niedźwiedzia, nagrody FIPRESCI i nagrody CIDALC.
W 1981 rozpoczął pracę dla wytwórni Mosfilm. Pierwszym filmem zrealizowanym dla niej przez Panfiłowa była Walentyna, ekranizacja sztuki Aleksandra Wampiłowa Zeszłego lata w Czulimsku. Rozpoczęła ona serię adaptacji realizowanych przez reżysera. Kolejną była Wassa Żeleznowa (1983) na podstawie sztuki pod tym samym tytułem autorstwa Maksima Gorkiego. Obraz przedstawiający upadek silnej jednostki został nagrodzony Złotym Medalem na 12. MFF w Moskwie. W 1989 zekranizował Hamleta Williama Shakespeare’a oraz powieści Maksima Gorkiego. Ekranizacja Matki Gorkiego została zaprezentowana w konkursie głównym na 43. MFF w Cannes, gdzie przyniosła reżyserowi nagrodę za wkład artystyczny. W 2000 Panfiłow wyreżyserował obraz Carska rodzina Romanowów, do którego scenariusz stworzył wraz z żoną Inną Czurikową.

## Filmografia (wybór)
- 1968 – Trzeba przejść i przez ogień (В огне брода нет)
- 1970 – Początek (Начало)
- 1975 – Proszę o głos (Прошу слова)
- 1979 – Temat (Тема)
- 1981 – Walentyna (Валентина)
- 1983 – Wassa Żeleznowa (Васса Железнова)
- 1989 – Matka (Мать)
- 1989 – Hamlet (Гамлет)
- 2000 – Carska rodzina Romanowów (Романовы. Венценосная семья)